# Суикерд, Джозеф
Джозеф Суикерд (англ. Josef Swickard; 26 июня 1866 — 29 февраля 1940) — актёр театра и кино немецкого происхождения.
Джозеф Суикерд начал сниматься в кино у Дэвида Гриффита в 1912 году, с 1914 года снялся в нескольких фильмах у Мака Сеннета. Снялся в двух фильмах с участием Чарли Чаплина — «Веселящий газ» и «Настигнутый в кабаре». Сотрудничество с Маком Сеннетом продолжалось до 1917 года. Современному зрителю он больше всего запомнился ролью в фильме «Четыре всадника апокалипсиса» 1921 года. С приходом эры звукового кино его карьера пошла на спад, в основном он играл в малобюджетных фильмах. Был женат на актрисе Маргарет Кэмпбелл.

## Избранная фильмография
- 1914 — Фэтти и Минни Хи-Хо — отец Минты
- 1914 — Двадцать минут любви — хозяин часов
- 1914 — Лицо на полу бара — собутыльник Чарли
- 1914 — Прерванный роман Тилли
- 1914 — Реквизитор — старый рабочий сцены
- 1914 — Веселящий газ — пациент
- 1914 — Настигнутый в кабаре — отец Мэйбл
- 1921 — Четыре всадника апокалипсиса
- 1922 — Молодой раджа
- 1923 — Майские дни — полковник ван Зандт
- 1926 — Дон Жуан  — граф делла Ванесе
- 1938 — С собой не унесёшь